# Monety kolekcjonerskie III RP w 2000
W 2000 roku Narodowy Bank Polski wyemitował 16 monet kolekcjonerskich: 10 srebrnych i 7 złote.

## Spis monet
| Moneta                                                                 | Nominał     | Stop   | Średnica (mm) | Masa (g) | Nakład | Data emisji     | Projektant                               | Wizerunek    |
| ---------------------------------------------------------------------- | ----------- | ------ | ------------- | -------- | ------ | --------------- | ---------------------------------------- | ------------ |
| Rok 2000 – przełom tysiącleci                                          | 200 złotych | Au 900 | 27            | 13,6     | 6 000  | 16 lutego       | Ewa Tyc-Karpińska                        | Awers Rewers |
| Wielki Jubileusz Roku 2000                                             | 10 złotych  | Ag 925 | 32            | 14,14    | 60 000 | 8 marca         | Ewa Olszewska-Borys                      | Awers Rewers |
| 1000-lecie zjazdu w Gnieźnie                                           | 20 złotych  | Ag 925 | 32            | 14,14    | 32 000 | 8 marca         | Robert Kotowicz                          | Awers Rewers |
| 1000-lecie zjazdu w Gnieźnie                                           | 100 złotych | Au 900 | 21            | 8        | 2 200  | 8 marca         | Robert Kotowicz                          | Awers Rewers |
| 1000-lecie zjazdu w Gnieźnie                                           | 200 złotych | Au 900 | 27            | 15,15    | 1 250  | 8 marca         | Robert Kotowicz                          | Awers Rewers |
| Dudek (łac. Upupa epops) Seria: Zwierzęta Świata                       | 20 złotych  | Ag 925 | 38,61         | 28,28    | 24 000 | 5 kwietnia      | Ewa Tyc-Karpińska / Roussanka Nowakowska | Awers Rewers |
| Pałac w Wilanowie Seria: Zamki i pałace w Polsce                       | 20 złotych  | Ag 925 | 38,61         | 28,28    | 24 000 | 17 maja         | Ewa Tyc-Karpińska / Andrzej Nowakowski   | Awers Rewers |
| 1000-lecie Wrocławia                                                   | 10 złotych  | Ag 925 | 32            | 14,14    | 32 000 | 15 czerwca      | Roussanka Nowakowska                     | Awers Rewers |
| 1000-lecie Wrocławia                                                   | 200 złotych | Au 900 | 27            | 15,15    | 2 000  | 15 czerwca      | Roussanka Nowakowska                     | Awers Rewers |
| 20-lecie powstania „Solidarności”                                      | 10 złotych  | Ag 925 | 32            | 14,14    | 40 000 | 23 sierpnia     | Ewa Tyc-Karpińska / Robert Kotowicz      | Awers Rewers |
| 20-lecie powstania „Solidarności”                                      | 200 złotych | Au 900 | 32            | 23,32    | 2 500  | 23 sierpnia     | Robert Kotowicz                          | Awers Rewers |
| Jadwiga (1384 – 1399) Seria: Poczet królów i książąt polskich          | 100 złotych | Au 900 | 21            | 8        | 2 000  | 6 września      | Ewa Tyc-Karpińska / St. Wątróbska-Frindt | Awers Rewers |
| Jan II Kazimierz (1648 – 1668) Seria: Poczet królów i książąt polskich | 10 złotych  | Ag 925 | 32            | 14,14    | 20 000 | 27 września     | Ewa Tyc-Karpińska                        | Awers Rewers |
| Jan II Kazimierz (1648 – 1668) Seria: Poczet królów i książąt polskich | 10 złotych  | Ag 925 | 32            | 14,14    | 14 000 | 27 września     | Ewa Tyc-Karpińska                        | Awers Rewers |
| Jan II Kazimierz (1648 – 1668) Seria: Poczet królów i książąt polskich | 100 złotych | Au 900 | 21            | 8        | 4 000  | 27 września     | Ewa Tyc-Karpińska                        | Awers Rewers |
| Muzeum polskie w Rapperswilu: 130. rocznica powstania                  | 10 złotych  | Ag 925 | 32            | 14,14    | 25 000 | 18 października | Ewa Olszewska-Borys                      | Awers Rewers |
| 30. rocznica Grudnia 70                                                | 10 złotych  | Ag 925 | 32            | 14,14    | 37 000 | 16 listopada    | Ewa Tyc-Karpińska                        | Awers Rewers |